# Cubo impossibile

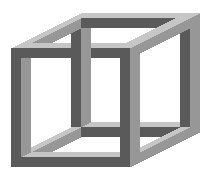
Un esempio di cubo impossibile

Il cubo impossibile è un oggetto impossibile che rappresenta un cubo non costruibile nello spazio.
Il cubo impossibile non presenta l'ambiguità del cubo di Necker, che per questo non appare come un oggetto irrealizzabile.
Nel cubo impossibile la raffigurazione degli spigoli come oggetti solidi rende certa la collocazione delle facce anteriore e posteriore ma i prismi che costituiscono gli spigoli laterali si intrecciano in modo impossibile per un oggetto tridimensionale.
Nella litografia del 1958 Belvedere di M. C. Escher, il ragazzo seduto alla base dell'edificio tiene in mano un cubo impossibile.
L'intera struttura dell'edificio è basata sugli stessi principi che rendono il cubo impossibile. Una scala parte dall'interno dell'edificio al piano inferiore e si appoggia all'esterno del piano superiore.

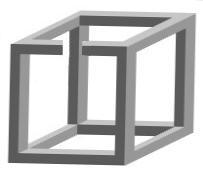
Modello 3D di cubo impossibile visto da un'angolazione che rende evidente il trucco

Una fotografia con la pretesa di rappresentare un cubo impossibile tridimensionale, è stata pubblicata da Scientific American nel 1966. È stata chiamata "Freemish Crate".
La costruzione di un modello che dia l'illusione di un cubo impossibile può essere ottenuta tagliando i prismi di una figura cubica reale in modo che si intravedano gli spigoli posti dietro come se passassero anteriormente.